# Nicolaie Alexa
Nicolaie Alexa (* 2. Dezember 1961; † 26. August 2015) war ein rumänischer Fußballspieler.

## Sportlicher Werdegang
Alexa spielte in der Jugend bei LPS Iași und Luceafărul Bukarest, ehe er 1980 unter Mircea Lucescu bei Corvinul Hunedoara im Erwachsenenbereich debütierte. Mit dem Verein gelang ihm in der Spielzeit 1981/82 der bis dato größte Erfolg der Vereinsgeschichte, als die Mannschaft in der Divizia A sich als Tabellendritter für den Europapokal qualifizierte. Im UEFA-Pokal 1982/83 erreichte der Klub nach einem Erstrundenerfolg über den österreichischen Klub Grazer AK die zweite Runde, in der er gegen den jugoslawischen Vertreter FK Sarajevo ausschied.
Später wechselte Alexa zu CSM Suceava in die Divizia B. Auch hier war der Torhüter 1987 am bis dato größten Erfolg der Vereinsgeschichte beteiligt, als die Mannschaft in die erste Liga aufstieg. Als Tabellenletzter der Spielzeit 1987/88 erfolgte jedoch der direkte Wiederabstieg. Anschließend stand er noch beim FC Inter Sibiu sowie dem FC Selena Bacău in der höchsten Spielklasse unter Vertrag. Mit Letzterem erreichte er das Endspiel um den Cupa României 1990/91 gegen Universitatea Craiova. Bei der 1:2-Finalniederlage wurde er des Feldes verwiesen. Da Craiova das Double gewonnen hatte, war der Klub dennoch zur Teilnahme am Europapokal der Pokalsieger 1991/92 berechtigt. Hier kassierte der Torwart in der ersten Runde insgesamt elf Tore gegen den späteren Titelgewinner Werder Bremen. 1994 wechselte er innerhalb der ersten Liga zu Ceahlăul Piatra Neamț, wo er später seine Karriere beendete.
Im Sommer 2015 verstarb Alexa im Alter von 53 Jahren als er bei einem privaten Tennisspiel vermutlich einen Herzinfarkt erlitt.